# Mutzschen
Mutzschen este un oraș din landul Saxonia, Germania. Se află la o altitudine de 169 m deasupra nivelului mării. Are o suprafață de 29,38 km². Populația este de 2.402 locuitori, determinată în 3 noiembrie 2009.